# Kanton L'Isle-Jourdain (Gers)
Kanton L'Isle-Jourdain (fr. Canton de L'Isle-Jourdain) je francouzský kanton v departementu Gers v regionu Midi-Pyrénées. Skládá se z 14 obcí.

## Obce kantonu
- Auradé
- Beaupuy
- Castillon-Savès
- Clermont-Savès
- Endoufielle
- Frégouville
- Giscaro
- L'Isle-Jourdain
- Lias
- Marestaing
- Monferran-Savès
- Pujaudran
- Razengues
- Ségoufielle